# 1834
1834 (MDCCCXXXIV) je bilo navadno leto, ki se je po gregorijanskem koledarju začelo na sredo, po 12 dni počasnejšem julijanskem koledarju pa na ponedeljek.

## Dogodki
- osvoboditev Grčije izpod Turške oblasti

## Rojstva
- 7. januar - Dimitrij Ivanovič Mendelejev, ruski kemik († 1907)
- 12. februar - Friedrich Daniel Ernst Schleiermacher, nemški teolog in filozof (* 1768)
- 16. februar - Ernst Haeckel, nemški biolog, filozof, zdravnik in umetnik († 1919)
- 22. april - Gaston Planté, francoski fizik († 1889)
- 4. avgust - John Venn, angleški matematik, logik in filozof († 1923)
- 22. avgust - Samuel Pierpont Langley, ameriški astronom, fizik, izumitelj, letalski inženir († 1906)
- 4. september - Fran Erjavec, slovenski pisatelj († 1887)
- 5. september - Vendel Ratkovič, slovenski pisatelj, duhovnik in kanonik na Ogrskem († 1907)
- 15. december - Charles Augustus Young, ameriški astronom, astrofizik († 1908)
- 2. februar - Friedrich Louis Dobermann, nemški vzreditelj psov († 1894)
- 4. januar - Josip Vošnjak, slovenski politik, zdravnik in pisatelj († 1911)

## Smrti
- 3. maj - grof Aleksej Andrejevič Arakčejev, ruski general, državnik (* 1769)
- 25. julij - Samuel Taylor Coleridge, angleški pesnik, kritik]], filozof (* 1772)
- 31. avgust - Karl Ludwig Harding, nemški astronom (* 1765)
- 10. oktober - Thomas Say, ameriški naravoslovec in zoolog (* 1787)
- 9. november - Juri Cipot, madžarsko-slovenski pisatelj (* 1793/94?)
- 23. december - Thomas Malthus, angleški ekonomist (* 1766)